# مهمت دینچر
مهمت دینچر (ترکی استانبولی: Mehmet Dinçer؛ زادهٔ ۱ ژانویه ۱۹۲۴) بازیکن فوتبال اهل ترکیه بود.
از باشگاه‌هایی که در آن بازی کرده‌است می‌توان به باشگاه فوتبال فنرباغچه اشاره کرد.